# Ação Leonardo da Vinci

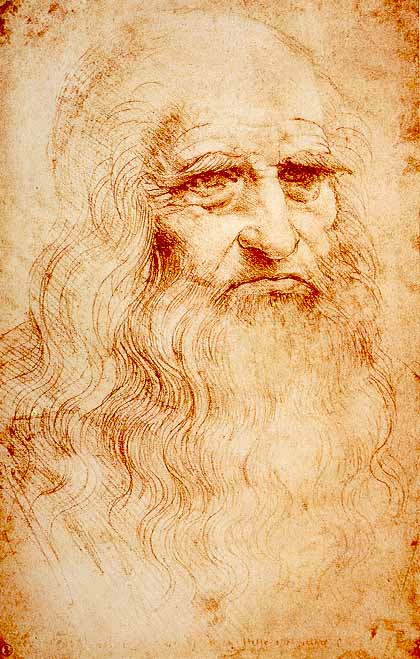
O polímato italiano Leonardo di ser Piero da Vinci nomeia e serve de ícone à ação.

A ação Leonardo da Vinci é uma das ações específicas do programa Erasmus+ e está focada na aprendizagem e nas necessidades de formação das pessoas envolvidas na educação e formação profissional (EFP). A ação tem por objetivo construir uma mão-de-obra móvel em toda a Europa. O nome da ação foi eleita em homenagem ao polímato italiano Leonardo di ser Piero da Vinci.
| Ação específica | Programa Erasmus+ | Programa Erasmus+ | Programa Erasmus+ | Programa Erasmus+ | Programa Erasmus+ | Programa Erasmus+ | Programa Erasmus+ | Programa Erasmus+ |
| --------------- | --- | --- | --- | --- | --- | --- | --- | --- |
| Ação específica | Ação Comenius | Ação Erasmus | Ação Erasmus Mundus | Ação Leonardo da Vinci | Ação Grundtvig | Ação Juventude em Ação | Ação Jean Monet | Ação Desporto |
| Âmbito          | Educação infantil, pré-primária, básica e secundária                                                                                             | Educação superior | Diplomas conjuntos de mestrado Erasmus Mundus | Formação profissional | Educação de adultos | Aprendizagem não-formal e informal dos jovens | Estudos sobre a União Europeia | Desporto escolar e universitário |
| Participante    | Estudante, aprendiz, professor, membro do pessoal, conferencista, jovem, voluntário, estagiário e praticante de desporto escolar e universitário | Estudante, aprendiz, professor, membro do pessoal, conferencista, jovem, voluntário, estagiário e praticante de desporto escolar e universitário | Estudante, aprendiz, professor, membro do pessoal, conferencista, jovem, voluntário, estagiário e praticante de desporto escolar e universitário | Estudante, aprendiz, professor, membro do pessoal, conferencista, jovem, voluntário, estagiário e praticante de desporto escolar e universitário | Estudante, aprendiz, professor, membro do pessoal, conferencista, jovem, voluntário, estagiário e praticante de desporto escolar e universitário | Estudante, aprendiz, professor, membro do pessoal, conferencista, jovem, voluntário, estagiário e praticante de desporto escolar e universitário | Estudante, aprendiz, professor, membro do pessoal, conferencista, jovem, voluntário, estagiário e praticante de desporto escolar e universitário | Estudante, aprendiz, professor, membro do pessoal, conferencista, jovem, voluntário, estagiário e praticante de desporto escolar e universitário |

## Objetivos
A ação tem como objetivo aumentar a competitividade do mercado de trabalho europeu, ajudando os cidadãos europeus a adquirir novos conhecimentos, competências e qualificações e tê-los reconhecidos além-fronteiras. Ela também oferece suporte a inovações e melhorias nos sistemas de ensino e formação e práticas. 

## Financiamento
A ação financia uma grande variedade de projetos, incluindo a mobilidade transnacional e os projetos europeus focados no desenvolvimento ou na transferência de inovação e de redes. Todos os projectos financiados pela ação Leonardo da Vinci envolvem o trabalho com parceiros europeus. A ação abrange formandos em formação profissional inicial, as pessoas no mercado de trabalho e os profissionais de educação e de formação, bem como qualquer organização que trabalhe neste campo.

## História
A ação Leonardo da Vinci foi iniciado como um programa independente em 1995.
Em 1998, o denunciante Paul van Buitenen criticou o desvio de fundos da UE, particularmente a ação Leonardo da Vinci.
Uma segunda, mais ampla fase (Leonardo II 2000-2006) concentrou-se nas competências e na empregabilidade dos jovens.
Dos 21,000 projetos financiados nesta fase, 19,000 tinham que ver com a mobilidade, apoiando 367,000 indivíduos.
O orçamento foi de €1,45 mil milhões.
A fase II foi avaliada pela Direcção-Geral de Educação e Cultura da Comissão Europeia em 2008.
Em 2007, um novo programa foi iniciado, até 2013.